# 二村英仁
二村 英仁（にむら えいじん、1970年8月24日 - ）は日本のヴァイオリニスト。日本人初のユネスコ平和芸術家。

## 略歴
1970年、東京生まれ。4歳よりヴァイオリンを始める。アイザック・スターンの勧めにより9歳から16歳まで毎夏渡米し、ジュリアード音楽院のドロシー・ディレイに個人教授を受けた。
11歳の時に指揮者ユージン・オーマンディに激賞され将来を嘱望される。東京芸術大学附属高校を経て同大学卒業。
1996年より主に海外において演奏活動を開始し、欧州の重要なホールにて成功をおさめてきた。これまでに国内主要オーケストラをはじめ、海外オーケストラとの数多くのコンチェルト共演を重ね、華々しいキャリアを築いている一方で、ユネスコ平和芸術家として音楽を通じての社会貢献活動に積極的に取り組んでいる。

## 受賞歴
- 1994年 パガニーニ国際コンクール第2位
- 1995年 日本国際音楽コンクール第1位
- 1996年 出光音楽賞

## 社会活動
チャリティ・コンサートへの参加も積極的に行い、紛争後のボスニア・ヘルツェゴビナ国内にある職業復帰訓練所への義手・義足の多数寄付、病院再建支援など多くの社会活動が認められ、1998年UNESCO（国連教育科学文化機関）より日本人として初のユネスコ平和芸術家に任命された。その後もサラエボ・コソボ・パレスチナ等で演奏。
2011年以降は「東日本大震災子ども支援募金」や「熊本震災被災地支援」協力のため、全国各地を積極的に演奏して廻っている。その他インドネシア、ネパール、イタリアなど世界各地の地震被災者への支援も継続して行なっている。
2015年UNESCO創設70周年にあたり、パリ本部より日本での周年事業開催の依頼を受け、同年9月UNESCO本部及び関係各省の協力のもと長崎・浦上天主堂において平和祈念コンサートを開催。また同年10月パリ・UNESCO本部にて、世界195ヶ国の政府よりユースが派遣されるUNESCO Youth Forumにおいてコンサート“Nimura Project”を開催。

## 使用楽器
1707年製 ストラディバリウス “ステラ (Stella)” 自己所有 - このストラディバリウスは、第二次世界大戦後にベルリンの銀行から略奪されて行方不明となった1709年製の「メンデルスゾーン」である可能性が指摘されている。

## ディスコグラフィー
- 音楽にできること
- 時空をこえて
- スカーレット・メロディ～緋色の旋律
- ちょっとセレブにクラシック ～映画を彩るオーケストラの名曲～

## メディア関連
- 音楽にできること〜ヴァイオリニスト二村英仁〜（NHK総合・BS）
- NHKドラマシリーズ「夢みる葡萄」のメインテーマやエンディングテーマなどの演奏。
- 封印された旋律〜ガス室に消えた音楽家たち〜（ハイビジョン国際映画祭入賞作品）
- CM - KDD「プロジェクト001 プラハ編」